# Chấp phiếu ngân hàng
Chấp phiếu ngân hàng (BAs) là một loại hối phiếu do công ty phát hành và được ngân hàng chấp nhận thanh toán bằng cách đánh dấu chấp nhận lên hối phiếu, và để giảm mức độ rủi ro với ngân hàng khi chủ thể phát hành hối phiếu không đảm bảo khả năng thanh toán thì ngân hàng chấp nhận thanh toán thường yêu cầu chủ thể phát hành hối phiếu ký gửi một lượng tiền nhất định trong ngân hàng. hối phiếu thường được bán lại trên thị trường thứ cấp với mệnh giá thấp hơn số tiền ghi trên hối phiếu.